# バギズム
バギズム (Bagism) とは、1960年代末にジョン・レノンとオノ・ヨーコが行なった数々の平和運動の一環で作られた言葉である。

## 目的と由来
バギズムは文字どおり人がすっぽりと袋 (Bag) に入ること。袋の中で生活することで肌の色、性別、髪の長さ、服装、年齢など、外見に関する情報が判別不能になる。それこそが完全なコミュニケーションのかたちであると提起された。バギスト (Bagist) の話を聞く者は、人の外見にとらわれず、そのメッセージにのみ耳を傾けるようになる。偏見や固定観念を風刺する意味が込められている。

レノン夫妻がバギズムのアイディアを披露したのは、1969年3月31日にウィーンで行なった記者会見の席上だった。二人は同月20日にジブラルタルで結婚し、アムステルダムで第一回『ベッド・イン』を行なったばかりだった。同年6月14日、二人はデビッド・フロストとの対談でより具体的に説明した。バギズムはベッド・インに代表される彼らの型破りで気ままで喜劇的な雰囲気の平和活動を反映している。その異様な世界観が人々の注目を集めることで、バギズムは社会的、政治的な強いメッセージとして世界に発信された。レノンはこう述べている。
ヨーコと私は世界の『道化師』になることを心から望んでいる。そうすることで我々がいくらかよくなるのなら。
レノン夫妻は以前にも袋を使ったパフォーマンスをしている。それは結婚する前の1968年末、前衛芸術家たちがロンドンのロイヤル・アルバート・ホールに集結したイベント「The Alchemical Wedding」でのことだった。同イベントはArts LabとBITにより開催され、観客が受け身の消費者ではなく参加者になるような試みが模索されていた。そのステージで二人は黒いベルベットの大きな袋に乗り、胡座をかいて向かい合い、身を屈め、袋を閉じた。45分間に彼らが動いたのは2度、より深く身を屈めただけだった。これは観客に対する大きな挑戦だった。
ヨーコはバギズムについて、サン＝テグジュペリ著「星の王子様」のテーマ「心で見ないと物事はよく見えない。肝心なことは目に見えない」から着想を得たと述べている。彼女とジョンの外見を袋に隠すことで、彼らの本質、メッセージの本質が見えるようになることを望んでいた。

## ビートルズの楽曲におけるバギズム
バギズムはビートルズの楽曲で二度触れられている。最初は「ジョンとヨーコのバラード」の一節「eating chocolate cake in a bag（袋の中でチョコレート・ケーキを食べている）」で、ウィーンでの記者会見を示している。次は「カム・トゥゲザー」の一節「He bag production（奴は袋屋だ）」で、レノン夫妻のPR会社でバギズムに由来する社名を持つBag Productions Ltdを示しいる。
バギズムはレノンの楽曲にもさりげなく使われた。「平和を我等に」の一節には「Everybody's talkin' about Bagism, Shagism, Dragism, Madism, Ragism, Tagism, This-ism, That-ism, ism, ism, ism.」とある。

## 近年の使用例

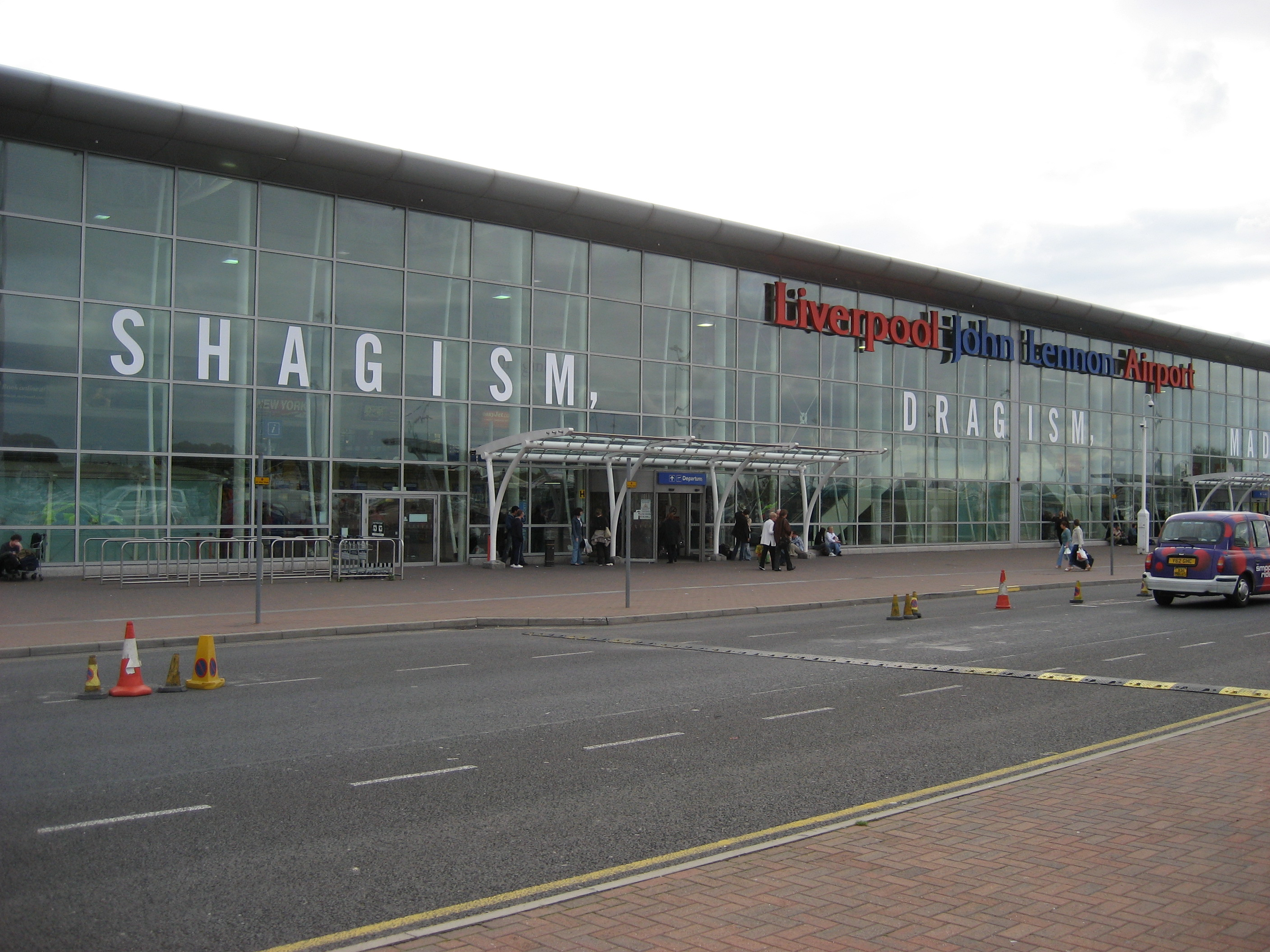
ジョン・レノン空港（2006年9月）

2006年、リバプール・ジョン・レノン空港のターミナルビル正面ガラスに 「Bagism, Shagism, Dragism, Madism, Ragism, Tagism」の文字が飾られた。このとき、空港内の随所に様々なレノンの歌詞があしらわれた。
2008年8月18日、リバプールの中心地（ボールド・ストリート）で地元の2人の芸術家により路上バギズムが数時間にわたり実演され、ノイジーなエレキギターの演奏と詩の朗読が行われた。これは、同年8月22日に行われたView Two Gallery（マシュー・ストリート）でのバギズム・イベントに先駆けて、前衛的な付随イベントとしてビートルズ・ウィークに行われた。

### 引用文献
- Clayson, Alan; Jungr, Barb; Johnson, Robb (2019). Woman: The Incredible Life of Yoko Ono. Lume Books. ASIN B07R963C2R